# Storm Across Europe
Storm Across Europe est un jeu vidéo de type wargame créé par Dan Cermak et publié par Strategic Simulations en 1989 sur Commodore 64 avant d'être porté à partir de 1990 sur Amiga, Atari ST et IBM PC. Le jeu se déroule pendant la Seconde Guerre mondiale et couvre les opérations visant à vaincre l'Allemagne en Europe, en Afrique et sur le front Russe. Il peut se jouer seul ou à plusieurs. En solo, le joueur ne peut commander que les troupes allemandes, les troupes Alliées et Russes n'étant accessible qu'a un deuxième et troisième joueur. Le jeu propose plusieurs scénario et offre également la possibilité de redéfinir complètement les options (positions, années...) de départs d'une partie. Il est ainsi possible de donner accès à la bombe atomique aux allemands dès 1939. Storm Across Europe est le premier jeu sur IBM PC de Strategic Simulations à être compatible avec l'utilisation de la souris d'ordinateur. À chaque tour, le joueur qui contrôle les Allemands joue en premier, suivi de celui incarnant les Alliés puis les Russes. Plusieurs actions sont disponibles à chaque faction et permettent notamment de gérer le ravitaillement, la production, les déplacements et les combats. Chaque tour représente trois mois et les saisons influencent les résultats des combats. D'après Evan Brooks, journaliste pour Computer Gaming World, le concept du jeu ressemble beaucoup à celui de Colonial Conquest, le précédent jeu développé par Dan Cermak,,,. 